# 秘魯突吻脂鯉
秘魯突吻脂鯉，為輻鰭魚綱脂鯉目脂鯉亞目唇齒脂鯉科的其一種，分布於南美洲秘魯Palma Real河流域，體長可達7.3公分，棲息在砂泥底質的溪流、潟湖，生活習性不明。